# 観空流
観空流（かんくうりゅう）は、俳句創作の流派である。すべての存在は「空（くう）」から生まれたのであり自分も含めた自然は一体であるという意識のもとで物事を観て俳句を創作するという仏教に基づいた考え方と、その考え方に基づいた俳句創作の手法を特徴とした俳句創作の流派である。観空流の創始者の俳号は「観空子」(本名：久野カズヱ)である。創始者の著作に、「観空流俳句論」がある。
観空流俳句を説明する一節として、「一年を通して、朝昼晩、作句をする時、空の中の太陽と、空と山野の景を結びつける太陽の光を思い、遠くは空に囲まれ、近くは山野の景に囲まれ、太陽の光の中に立つ自分を思い作る句が、観空流の俳句です。」というものがある。